# Постойко, Мария Севастьяновна
Мари́я Севастьяновна Посто́йко (рум. Maria Postoico; 4 апреля 1950, Городище, Дондюшанский район, Молдавская ССР, СССР — 11 сентября 2019, Кишинёв, Республика Молдова) — молдавский политик, бывший председатель парламентской фракции Партии коммунистов Республики Молдова.

## Биография
Мария Постойко родилась 4 апреля 1950 года в селе Городище Дондюшанского района Молдавской ССР. В 1978 году окончила юридический факультет Государственного университета Молдовы. С 1998 года являлась депутатом парламента Республики Молдова от ПКРМ. 31 марта 2005 года была избрана заместителем председателя парламента. В мае 2009 года была избрана на пост председателя фракции ПКРМ в парламенте и переизбрана 4 сентября  2009 года.